# Paracytheroma similis
Paracytheroma similis är en kräftdjursart som först beskrevs av Tage Skogsberg 1950.  Paracytheroma similis ingår i släktet Paracytheroma och familjen Cytheromatidae. Inga underarter finns listade i Catalogue of Life.